# Estadio Kouekong
El Estadio Bafoussam Omnisports también conocido como Estadio Kouekong, es un estadio de usos múltiples en Kouekong, un suburbio de la ciudad Bafoussam, Camerún. Se utiliza principalmente para partidos de fútbol y también cuenta con instalaciones de atletismo. El estadio tiene capacidad para 20 000 personas. Fue construido en 2015 e inaugurado el 30 de abril de 2016.

## Eventos Importantes

### Copa Africana de Naciones 2021
- El Estadio Kouekong albergó ocho partidos de la Copa Africana de Naciones 2021.
| Fecha               | Selección #1 | Resultado | Selección #2 | Ronda                 | Espectadores |
| ------------------- | ------------ | --------- | ------------ | --------------------- | ------------ |
| 10 de enero de 2022 | Senegal      | 1–0       | Zimbabue     | Primera fase, Grupo B |              |
| 10 de enero de 2022 | Guinea       | 1–0       | Malaui       | Primera fase, Grupo B |              |
| 14 de enero de 2022 | Senegal      | 0–0       | Guinea       | Primera fase, Grupo B |              |
| 14 de enero de 2022 | Malaui       | 2–1       | Zimbabue     | Primera fase, Grupo B |              |
| 17 de enero de 2022 | Burkina Faso | 1–1       | Etiopía      | Primera fase, Grupo A |              |
| 18 de enero de 2022 | Malaui       | 0–0       | Senegal      | Primera fase, Grupo B |              |
| 24 de enero de 2022 | Guinea       | 0–1       | Gambia       | Octavos de final      |              |
| 25 de enero de 2022 | Senegal      | 2–0       | Cabo Verde   | Octavos de final      |              |